# Le Nœud serré
Pour plus de détails, voir Fiche technique et Distribution.
Le Nœud serré (Тугой узел, Tugoï uzel) est un film soviétique réalisé par Mikhaïl Schweitzer, sorti en 1956,.

## Autour du film
La lecture du sujet dans la page en langue russe et surtout l'article donné en référence montrent bien toutes les difficultés qu'a dû surmonter cette réalisation pour être communiquée aux spectateurs .

## Fiche technique
- Photographie : Alekseï Temerin
- Musique : Veniamin Basner
- Décors : David Vinitskiï